# Szabás, Somogy
Szabás  este un sat în districtul Nagyatád, județul Somogy, Ungaria, având o populație de 585 de locuitori (2011). 

## Demografie
Componența etnică a satului Szabás
     Maghiari (83,7%)
     Romi (16,3%)
Componența confesională a satului Szabás
     Reformați (9,06%)
     Fără religie (6,67%)
     Necunoscută (83,76%)
     Atei (0,51%)
Conform recensământului din 2011, satul Szabás avea 585 de locuitori. Din punct de vedere etnic, majoritatea locuitorilor (83,7%) erau maghiari, cu o minoritate de romi (16,3%). Nu există o religie majoritară, locuitorii fiind reformați (9,06%) și persoane fără religie (6,67%). Pentru 83,76% din locuitori nu este cunoscută apartenența confesională.